# 대평로
대평로(Daepyeong-ro) 수원시 팔달구 화서동 숙지공원삼거리 에서 장안구 정자동를 잇는 도로이다.

## 주요 경유지
경기도
- 수원시 팔달구 (화서동) - 장안구 (정자동)

## 노선
| 이름           | 접속 노선                 | 소재지 | 소재지 | 비고 |
| -------------- | ------------------------- | ------ | ------ | ---- |
| 숙지공원삼거리 | 수성로                    | 팔달구 | 화서동 |      |
| 의료원삼거리   |                           | 장안구 | 정자동 |      |
| 장안고사거리   | 대평로51번길              | 장안구 | 정자동 |      |
| 두견사거리     | 정자천로                  | 장안구 | 정자동 |      |
| 백설마을사거리 | 대평로89번길 대평로90번길 | 장안구 | 정자동 |      |
| 대평초교사거리 | 만석로                    | 장안구 | 정자동 |      |
| (이름없음)     | 정자로                    | 장안구 | 정자동 |      |

## 주요 시설및 건물
- 하나은행 화서역지점 (대평로 27/정자동 950)
- 새마을금고 정자지점 (대평로 27/정자동 950)
- GS25 화서역파크점 (대평로 27/정자동 950)
- 뚜레쥬르 수원정자점 (대평로 80/정자동 877-4)
- 올리브영 수원정자점 (대평로 80/정자동 877-4)
- 아성다이소 수원정자점 (대평로 80/정자동 877-4)
- 맘스터치 수원정자점 (대평로 80/정자동 877-4)
- GS25 수원정연점 (대평로 80/정자동 877-4)
- 정자3동행정복지센터 (대평로 85/정자동 879-4)
- 피자스쿨 수원정자점 (대평로 86/정자동 877-4)
- 대평초등학교  (대평로 111/정자동 871-2)
- 이마트24 수원정자점 (대평로 128/정자동 266-3)